# 방아타령
방아타령( － 打令)은 경기도 민요의 일종이다. 경기입창에 뒤를 이어 부르던 노래로 가락은 양산도와 비슷하며, 각 지방에 여러 가지 방아노래가 있다. 하지만 리듬의 변화와 선율선으로 봐서 이 노래가 가장 우수한 민요로 추측된다. 장단은 세마치이고 오음계로 구성되었으며, 솔로 마친다. 매우 구성지고 씩씩한 민요이다.

## 경기민요방아타령

### 자진방아타령
'자진방아타령'은 경기도 민요의 하나이다. 경기입창에서 긴 방아타령에 이어서 불린다. 후렴(받는 소리)은 두 가지로 되어 있어, 절마다 엇바꾸어 부른다. 장단은 5음계 도(Do)로 마치는 경쾌하고 씩씩한 민요이다.
자진방아타령 유튜브

### 방아타령 (긴방아타령)
방아타령 유튜브

### 사설방아타령
사설방아타령  유튜브

## 판소리에서 차용
판소리는 여타의 노래를 적절한 장면에 차용하여 음악적 재미를 더하는데 대부분의 경우 판소리 음악 어법에 맞게 변형한다.  방아타령은 현전하는 판소리 중에는 변강쇠타령과 흥보가(興甫歌)에 그 흔적이 보인다

### 심청가 중 방아타령
심청가 중 민요를 판소리화한 삽입가요다. 심봉사가  황성 가는 길에 어느 마을 아낙네들이 심봉사에게 디딜방아를 밟으며 이 대목을 부르는데 가야금병창으로 많이 불리고 있다.   

## 참고 자료
- 이 문서에는 다음커뮤니케이션(현 카카오)에서 GFDL 또는 CC-SA 라이선스로 배포한 글로벌 세계대백과사전의 내용을 기초로 작성된 글이 포함되어 있습니다.

1. ↑  이규호(李揆昊). “<심청가(沈淸歌)> 중 심봉사가 황성 맹인 잔치에 참석하기 위해 올라가다가 동네 여인들과 방아를 찧으며 소리하는 대목.”. 국립민속박물관.